# Chotów (gromada)
Chotów – dawna gromada, czyli najmniejsza jednostka podziału terytorialnego Polskiej Rzeczypospolitej Ludowej w latach 1954–1972.
Gromady, z gromadzkimi radami narodowymi (GRN) jako organami władzy najniższego stopnia na wsi, funkcjonowały od reformy reorganizującej administrację wiejską przeprowadzonej jesienią 1954 do momentu ich zniesienia z dniem 1 stycznia 1973, tym samym wypierając organizację gminną w latach 1954–1972.
Gromadę Chotów siedzibą GRN w Chotowie utworzono – jako jedną z 8759 gromad na obszarze Polski – w powiecie wieluńskim w woj. łódzkim, na mocy uchwały nr 40/54 WRN w Łodzi z dnia 4 października 1954. W skład jednostki weszły obszary dotychczasowych gromad Chotów, Brzeziny, Słupsko, Srebrnica, Mątewki, Piaski i Kazimierz ze zniesionej gminy Mokrsko w tymże powiecie. Dla gromady ustalono 15 członków gromadzkiej rady narodowej.
Gromadę zniesiono 31 grudnia 1959, a jej obszar włączono do gromad Turów (wieś, kolonię i parcelę Chotów, wieś Srebrnica, wieś Piaski i wieś Górale) i Mokrsko (kolonię Kazimierz, kolonię Brzeziny-Kryściaka, Brzeziny-Fornalczyka, wieś i osadę Słupsko, kolonię Mątewki i osadę Wygoda).